# 第二の乙女の悲劇
『第二の乙女の悲劇』（だいにのおとめのひげき、The Second Maiden's Tragedy）は、1611年に書かれ、同年、国王一座によって上演された、原稿のみが現存しているジャコビアン時代の戯曲。現存している原稿は検閲官に提出した写しで、検閲官のメモと削除の跡が残っている。1642年に国王一座が解散した後、出版者ハンフリー・モーズリー（Humphrey Moseley）がこの原稿を獲得したが、印刷はされなかった。1807年、この原稿は大英博物館に購入された。作者はトマス・ミドルトンだと一般に信じられている。

## 題名
この劇の元々の題名はわからない。原稿には題名が書かれておらず、検閲官のジョージ・バック（George Buck）のメモも「（名前が書かれていないので）この第二の『乙女の悲劇』は……」で始まっている。つまり、名前がなかったので、とりあえずボーモント&フレッチャーの『乙女の悲劇（The Maid's Tragedy）』を持ち出してそう呼んだわけである。バックの注釈は17世紀のこの原稿の所有者ハンフリー・モーズリーを混乱させてしまった。モーズリーは書籍出版業組合記録にこの劇を『乙女の悲劇 第2部（The Maid's Tragedy, 2nd Part）』という題名で記載してしまった。バックのつけた題名は定着し、この劇は普通『第二の乙女の悲劇』と言われている。
しかし、最近の編集者の2人は別の題名を使っている。マーティン・ウィギンスは『Four Jacobean Sex Tragedies（4つのジャコビアン時代の性悲劇）』の中で、「第二の」という語はこの劇を指すものではないし、「第二の乙女」に該当する登場人物も出てこない、実際にはバックはこの劇を『乙女の悲劇（The Maiden's Tragedy）』と呼んだのだと主張した。一方、ジュリア・ブリッグスは『Thomas Middleton: The Collected Works（トマス・ミドルトン選集）』の中で、「乙女」という語がこの劇には出てこないことを指摘したうえで、名前のない女性主人公にちなんで、『貴婦人の悲劇（The Lady's Tragedy）』に改名した。
この劇を上演したプロデューサーたちも題名を改名したことがあった。1984年のUpstream Theatreの上演では『The Tyrant（暴君）』で、1994年のブリストルでのHen and Chickenの上演では『貴婦人の悲劇』で、それぞれ上演した。

## 作者

### トマス・ミドルトン
この劇の作者が誰かについても論争がある。原稿の上に17世紀の書き込みがあり、トマス・ゴフ（Thomas Goffe）、ウィリアム・シェイクスピア、ジョージ・チャップマンの名前が線で消されていた。しかし今日では、言語学的解析と、他の作品との類似性から、真の作者はトマス・ミドルトンであろうということで合意が得られている。ミドルトン名義での最初の出版は前述した『Four Jacobean Sex Tragedies』（1998年）で、やはり前述した『Thomas Middleton: The Collected Works』（2007年）がそれに続いた。

### シェイクスピアと『カルデーニオ』
プロの筆跡鑑定人チャールズ・ハミルトンは1994年に出した本の中で、『第二の乙女の悲劇』の原稿はウィリアム・シェイクスピアの失われた戯曲『カルデーニオ』で、原稿はシェイクスピアの手書きであると主張した。しかし、文学的な研究家のほとんどはこの説に異を唱え、文学的な研究家の主流はミドルトン説を採っている 。
しかし、これまでこの劇を上演する時に、シェイクスピアの名前だとチケットが売れるため、プロデューサーたちが『カルデーニオ』の名前を使うこともしばしばあった。ジュリア・ブリッグスはハミルトンの説を否定するものの、ハミルトンの本のおかげで、1990年代にシェイクスピアとの関係を売りにした上演が多数あり、稀にしか上演されなかったこの劇の知名度を上げたことは認めている。

## あらすじ

### 第1幕・第1場 宮廷
劇は、暴君が正統な王ゴヴィアヌスを追放しようとするところから幕を開ける。暴君はさらにゴヴィアヌスの婚約者である貴婦人を未来の妃にすると宣言する。貴婦人の父エルヴェシウスはこの縁組を歓迎する。ゴヴィアヌスが悔しいのは、王国を失うことよりも貴婦人を失うことだった。そこに当の貴婦人がやって来るが、貴婦人は黒い喪服を着ていた。暴君が貴婦人にもっと華やかな服を着るように言うと、貴婦人はまだゴヴィアヌスを愛していて、暴君と結婚する気はないと答える。暴君はショックを受け、考え直して欲しいと懇願するが、貴婦人は頑として拒否する。エルヴェシウスは強制的に娘と結婚することを勧めるが、暴君は貴婦人が自分の意志で結婚してくれることを望んでいる。暴君は兵士たちに、ゴヴィアヌスと貴婦人を自宅監禁するように命じる。嘆く暴君にエルヴェシウスは必ず娘を説得しますからと約束する。

### 第1幕・第2場 アンセルムスの家
ゴヴィアヌスの兄弟であるアンセルムスは友人のヴォタリウスにこんなことを言う。「ゴヴィアヌスはとても幸せだ、なぜなら婚約者である貴婦人の愛が本物だと証明されたのだから」。そう言うアンセルムスは妻の貞節を疑っていた。ヴォタリウスが要らない心配だと言ってもアンセルムスは納得せず、逆に貞節を試すため妻を誘惑して欲しいと頼む。ヴォタリウスはしぶしぶ了承する。
妻がやってきたので、アンセルムスは隠れ、ヴォタリウスと二人きりにする。妻はゴヴィアヌスに続いて夫も酷い目に遭わなければいいがとヴォタリウスに打ち明け、ヴォタリウスは自分にできることなら何でもしますからと心配しないでと励まして別れる。妻がいなくなったところで、アンセルムスは出てきて、ヴォタリウスがベストを尽くしていないと起こる。ヴォタリウスは次は頑張ると答え、アンセルムスはじゃあ次の機会を作るからと言って、立ち去る。
残されたヴォタリウスのところに再び妻がやってくる。ヴォタリウスは頑張ってキスを迫る。妻は抵抗する。しかし、それは最初だけで、ヴォタリウスの熱心さにほだされて、ヴォタリウスの腕に飛び込む。ヴォタリウスは困惑すると同時に、自分も友人の妻を愛してしまったことに気づく。ヴォタリウスは混乱してその場を立ち去る。
ヴォタリウスが去っていったのを見て、妻の侍女レオネッラは二人の仲を疑い、恋人のベッラリウスにそのことを話す。ベッラリウスはヴォッタリウスとは宿敵同士で、二人の関係を暴く計画をレオネッラと相談する。

### 第2幕・第1場 ゴヴィアヌスの家
エルヴェシウスは暴君を拒む娘の貴婦人を叱りつけている。しかし、貴婦人は考えを変えない。エルヴェシウスは手を変え品を変え頼むが、逆に娘から軽蔑される。そこにゴヴィアヌスが拳銃を手に登場し威嚇射撃をする。エルヴェシウスは自分の考えを改め、ゴヴィアヌスの前に跪き、正統な王であるゴヴィアヌスへの忠誠を誓う。

### 第2幕・第2場 アンセルムスの家
恋に落ちたヴォタリウスと妻が抱き合っているところに、アンセルムスが帰宅する。何気ないふりを装って妻は夫にキスをする。アンセルムスはヴォタリウスに誘惑の進展具合を聞く。ヴォタリウスは努力しているが、どうしても誘惑できないと嘘をつく。アンセルムスは喜んで、これからは妻を女王のように大切にすると決める。
一人で自己嫌悪に陥っていたヴォタリウスは、家の中を宿敵のベッラリウスがうろついているのに気づく。ヴォタリウスは妻がベッラリウスがも浮気しているのではないかと心配になり、アンセルムスにベッラリウスが家にいることを話す。アンセルムスも妻の浮気相手と思いこみ、ベッラリウスがレオネッラの部屋にいたところを見つけるが、ベッラリウスは窓から飛び降りて逃げる。アンセルムスはレオネッラが妻の「売春宿の主人」役を務めているのだと思い、短剣を抜いて脅かすと、レオネッラはアンセルムスに、妻とヴォタリウスの関係はばらす。

### 第2幕・第3場 宮廷
暴君がエルヴェシウスに貴婦人はいつ自分のベッドに来るのかと尋ねると、エルヴェシウスはヒモ役はもうたくさんだと言う。暴君はエルヴェシウスを牢屋に入れる。貴族のソフォニラスが貴婦人を誘惑して、宮廷に連れてくる役を申し出る。暴君は貴婦人をかどわかすための宝石をソフォニラスに与え、さらに必要であれば力づくで貴婦人を強奪するためのごろつきどもを集めるよう命じる。

### 第3幕・第1場 ゴヴィアヌスの家
ソフィニラスは貴婦人に宝石を提供しようとするが、ゴヴィアヌスに刺されて死ぬ。しかし、ごろつきどもが押し入って来て、貴婦人は「暴君の元に連れて行かれるくらいなら自分を殺して」とゴヴィアヌスに頼む。ゴヴィアヌスが刺せないでいると、貴婦人はゴヴィアヌスの手の剣を自分の心臓に突き刺した。ごろつきたちは引き揚げ、ゴヴィアヌスは死んだ貴婦人の唇にキスをして、自分の一族の墓に葬ることにする。

### 第4幕・第1場 アンセルムスの家
ヴォタリウスは、ベッラリウスとの関係を疑ったことで妻に謝罪する。妻はヴォッタリウスを許し、夫に自分の貞節を示す芝居を持ちかける。クローゼットの裏にいるアンセルムスに、ヴォッタリウスの誘惑を妻がはねつけるところを見せる計画だ。ヴァレリウスはその計画に同意して去る。
レオネッラがやってきたので、妻はベッラリウスを家に連れ込んだことを責める。しかし、レオネッラは逆上して、ベッラリウスとはしたい時にいつでも・どこでも寝ると言い出す。さらに、レオネッラは妻とヴォタリウスの関係を暴露すると脅す。妻はオロオロして、レオネッラに宝石を渡して和解しようとする。レオネッラは宝石を頂戴する、さらに妻は夫をだます計画まで話してしまう。レオネッラはそれでは物足りない、ヴォタリウスに服の下に鎧を着けさせ、妻が刺してはどうかと提案する。妻はそれを受け入れ、剣の用意と、ヴォッタリウスへの伝言を頼む。
レオネッラからその話を聞かされたベッラリウスは、計画の変更をヴォタリウスに知らせるなと言う。レオネッラは了解して、剣にも毒を塗っておくと言う。

### 第4幕・第2場 宮廷
暴君は貴婦人の死を知って悲しむ。

### 第4幕・第3場 大聖堂・貴婦人の墓の前
暴君が兵たちを引き連れてやってくる。暴君は兵たちに貴婦人の墓を開けるよう命じるが、幽霊が怖くて誰も出来ない。暴君は自分で墓をあばき、死体を抱いてキスをする。死んでもなお美しい貴婦人を見て、暴君は死姦するため死体を宮廷に持って帰ることにする。

### 第4幕・第4場　貴婦人の墓
ゴヴィアヌスがやってくる。貴婦人の亡霊が現れて、暴君が死姦する目的で死体を盗んだことを打ち明ける。ゴヴィアヌスはそれを阻止することを約束する。

### 第5幕・第1場 アンセルムスの家・妻の寝室
ヴォタリウスが計画通り、アンセルムスをクローゼットの裏に隠したところに妻とレオネッラがやってくる。ヴォタリウスが妻にキスを迫り、妻は剣でヴォタリウスを刺す。ヴォタリウスは死んでしまう。アンセルムスはクローゼットから飛び出し、妻の貞節さを確信し、ヴォタリウスとの不倫を告げ口したレオネッラを刺し殺す。恋人が殺されたのを見てベッタリウスが飛び込んできて、アンセルムスと戦いだす。止めに入った妻は二人から刺されて死ぬ。アンセルムスとベッラリウスはともに致命傷を受ける。そこにゴヴィアヌスがやってきて、血まみれの惨事に驚く。ベッラリウスは虫の息で事件の全貌を話す。アンセルムスは最初に妻の貞節を疑ったことが正しかったことを知り、妻を呪いながら死ぬ。

### 第5幕・第2場 宮廷
暴君は貴婦人の死体に黒いビロードのガウンを着せ、さらに真珠のネックレスもつける。死体の顔を生きているように見せるため画家を呼んだが、その画家は変装したゴヴィアヌスだった。化粧が済んで、暴君は貴婦人の死体を抱き、その唇にキスする。そこでゴヴィアヌスが変装を解き、貴婦人の唇に毒を塗ったことを明かす。貴婦人の幽霊が現れ、暴君が死んでゆくのをじっと見つめる。
ゴヴィアヌスが再び王に帰り咲いたところで、劇は幕を閉じる。